# 船舶解体

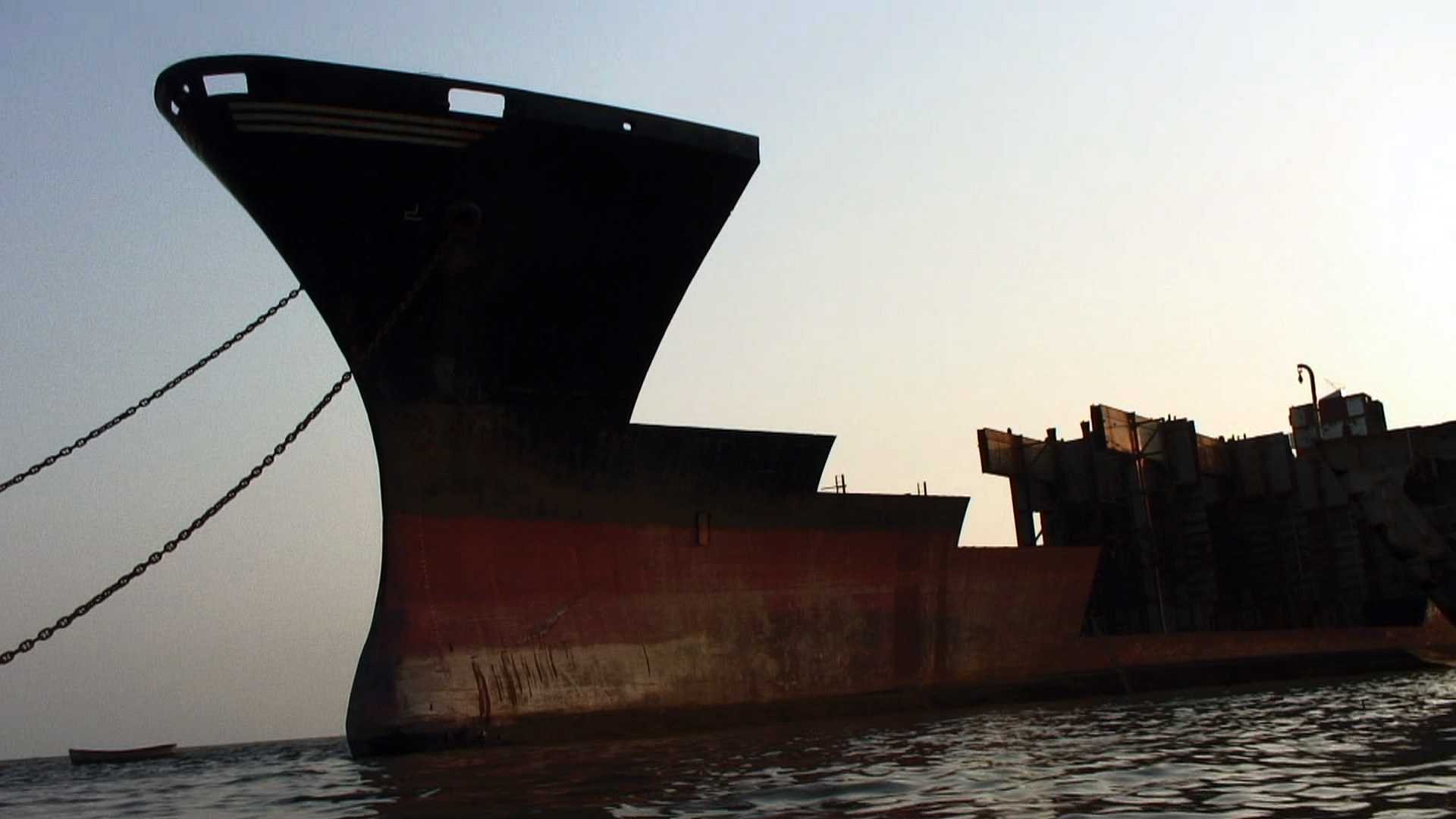
解体中の船舶（チッタゴン、2008年撮影）

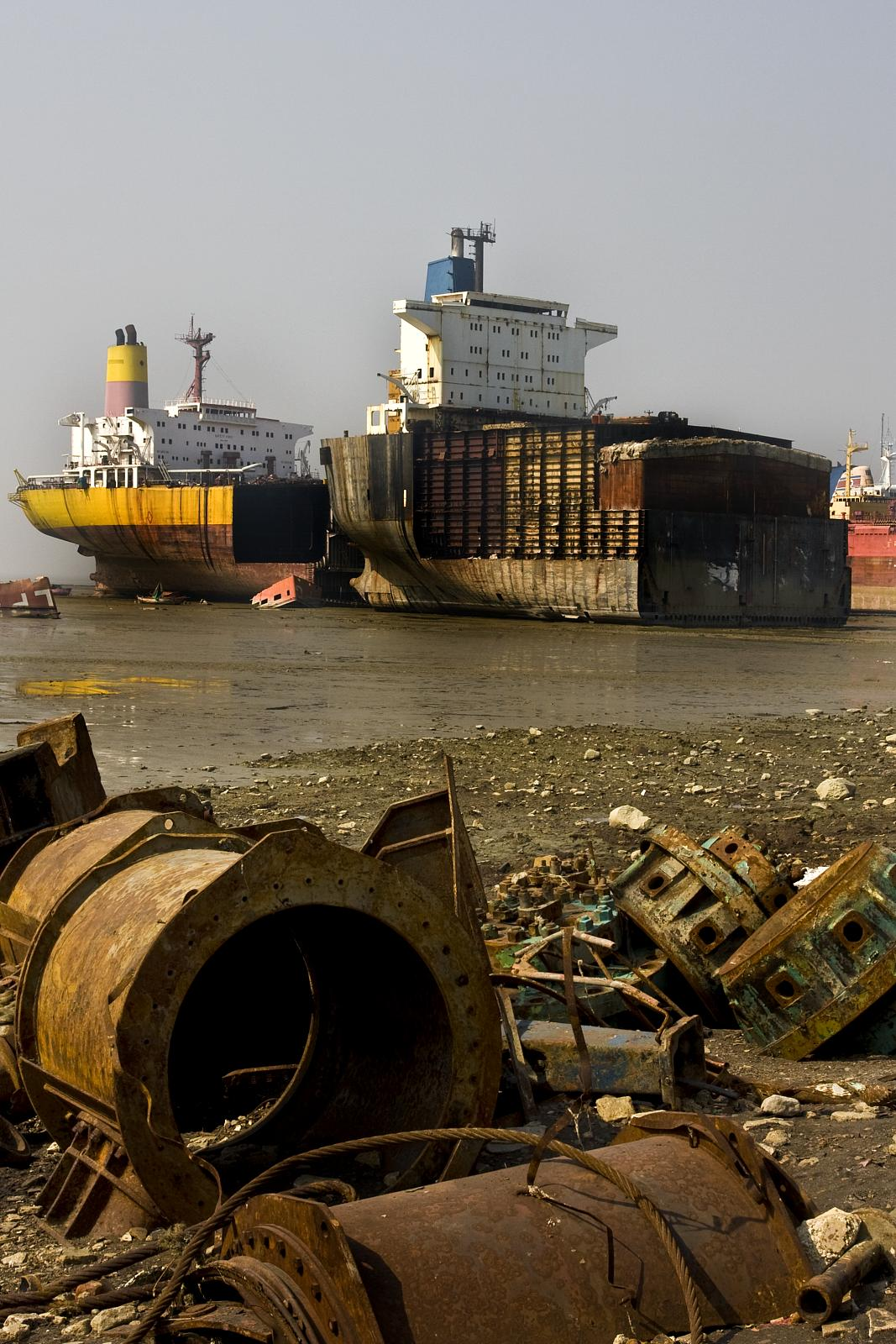
解体中の船舶（奥）と散乱した部品（チッタゴン、2008年撮影）

船舶解体（せんぱくかいたい、英：shipbreaking）とは、船舶をスクラップや再利用できる部品などに解体することである。船舶解撤（せんぱくかいてつ）とも呼ばれる。

## 概要
船舶解体する理由としては、技術的もしくは経済的な理由によるものがある。腐食対策をしなければ船体は外板が浸食されて老朽化していき、また機関部も経年劣化で効率が低下するとともにメンテナンス費用が嵩んでいくため、新船に代替して廃棄した方が経済的によいと考えられる。
船舶解体は日本や欧州で行われていたが、労働コストの上昇に伴い発展途上国で行われるようになった。しかし、労働安全衛生や環境保全が十分でなく、そういった船舶解体業者に解撤を依頼する企業へ責任が求められた。
船舶解体業の改善について、バーゼル条約、2009年の船舶の安全かつ環境上適正な再資源化のための香港国際条約(通称：シップリサイクル条約)などが締結された。

## 歴史

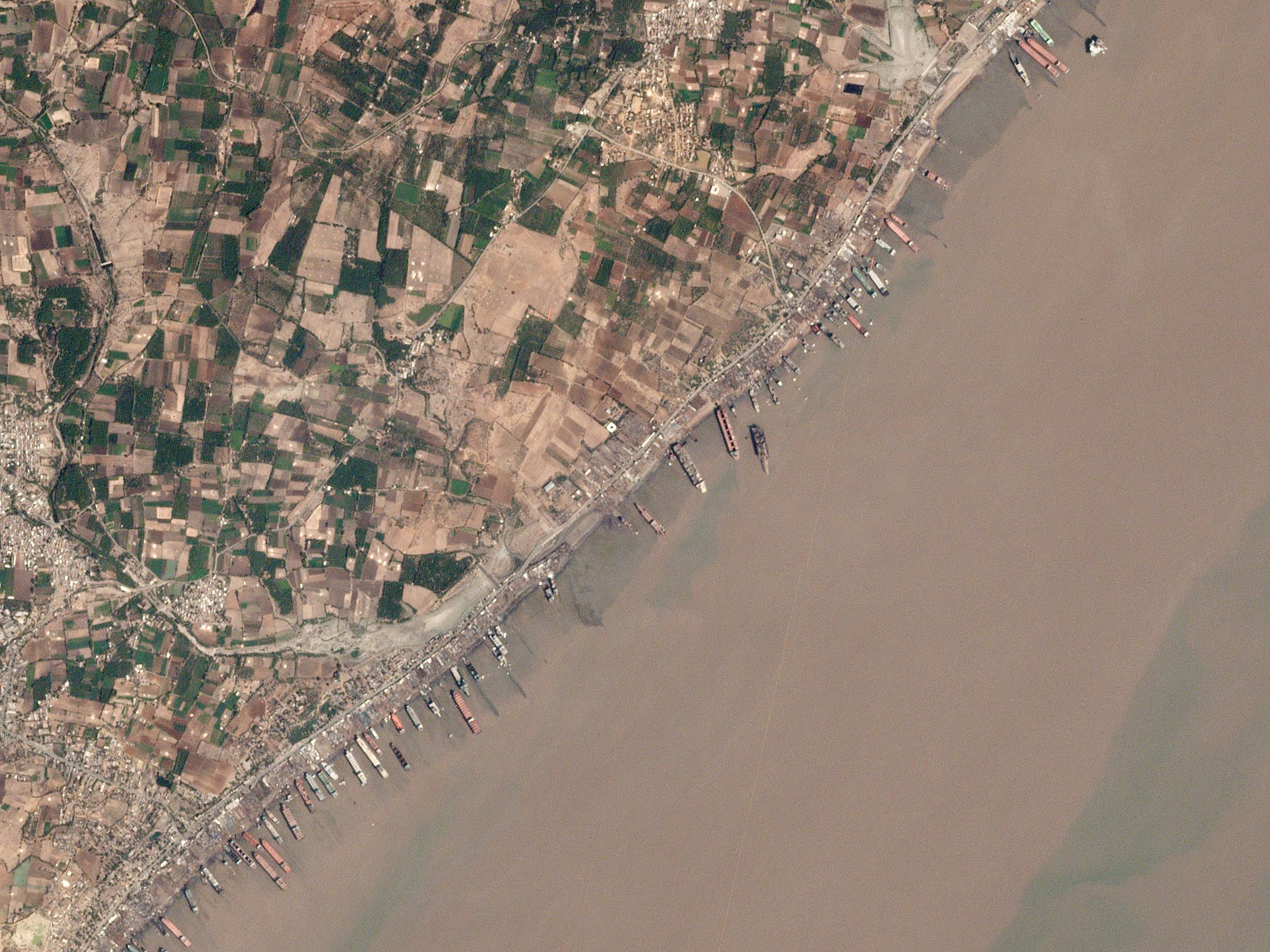
数多くの船が着岸して解体される、インド・グジャラート州アラン（2017年撮影の空中写真）

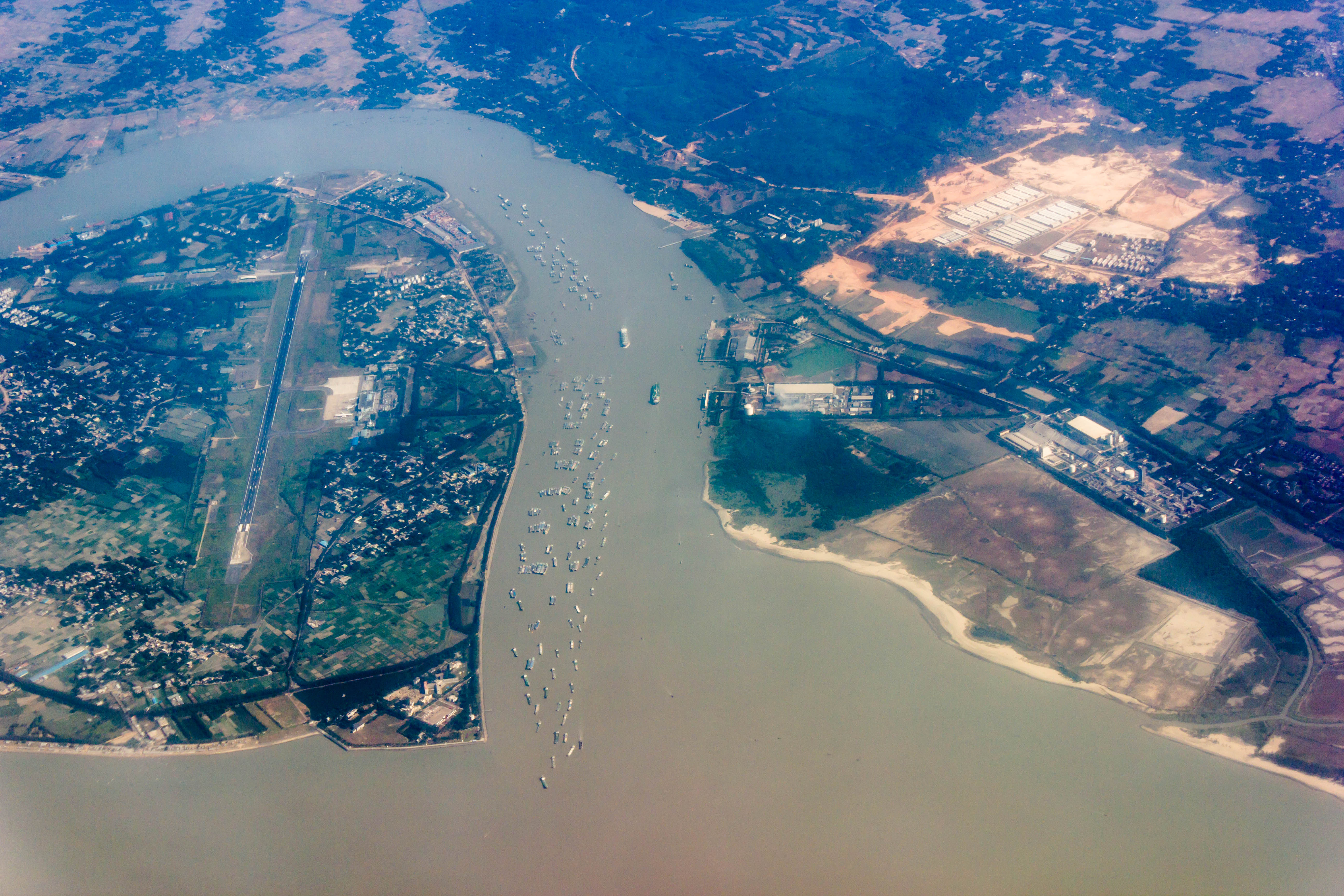
河川上で解体待ちの列を成す船舶（チッタゴン、2014年撮影）

船舶解体は、ヨーロッパの帆船時代には造船などと同じく河岸などにある製材所で行われ、20世紀の終わりまでは先進国、とりわけ日本の造船所などで盛んに行われていた。第二次世界大戦後、日本では大規模な造船ラッシュになったこともあり、自国や他国で不要になった戦時中の軍艦などが多数持ち込まれて解体された。アメリカ合衆国からアルゼンチンやチリなどへ輸出された旧式戦艦の多くも、日本で解体されている。
船舶解体の事情に変化が生じたのは20世紀終盤以降で、日本・香港・台湾などの造船所に代わって、新興国・発展途上国の遠浅で干満差の大きな砂浜で手作業で解体されるようになった。
廃船の処分方法には、造船所や砂浜などでの解体のほか、海底に沈めて人工魚礁にするなどの方法も過去にはあった。また、川や海上に浮かべ、倉庫や浮きドックや監獄、あるいは新兵収容艦などとして利用した時代もあった。しかし、21世紀になると環境汚染の観点から行われていない。
21世紀前半の現在ではインド・グジャラート州アラン、バングラデシュ・チッタゴン（en）、パキスタン・バローチスターン州ガダニ（en）、トルコ・イズミル県アリアガ、中華人民共和国・江陰市（長江の船舶解体ヤード）、ベルギー・ヘントのガルー (Galloo)、イギリス・ノース・イースト・イングランドグレイソープ、アメリカ・テキサス州ブラウンズビル、同カリフォルニア州ヴァレーホなどにある解体ヤードが稼働しており、これらのうちで最も処理能力が大きいのはインドのアランである。
船主は解体に伴うコストを軽減・忌避するため、複雑な船籍変更を行い、元の所有者を追跡困難にした状態で船をこれらの国に輸出し、現地では無数の未熟練労働者が、ガスバーナーやハンマーなど簡単な道具を使い、人海戦術で解体が行われている。現地の解体業者は、解体した船の残骸をスクラップとして売却している。鉱物資源に恵まれないバングラデシュでは貴重な資源となっており、国内で使用される鉄の60 %はここからのリサイクル品でまかなっている。
2020年、新型コロナウイルスの影響で世界中のクルーズ客船の稼働率が著しく低下すると、各企業は所有する船舶の中で最古参に含まれる複数隻を「老朽船」として廃船処分にすることを余儀なくされた。世界屈指のクルーズ船会社ともなると、その数は数十隻に上るという。この事態は解体現場にも多大な変化をもたらしており、例えばトルコのアリアガでは、以前は貨物船やコンテナ船が主体であったものの、この時ばかりは多数の豪華客船が解体を待つという異例の状況になった。クルーズ船は船体だけでなく良質な調度品や厨房機器なども備えており、これらにはホテル業者などの買い手が付くため、それだけでも解体業者の利益は大きなものになるという。

### 代表的な船舶解体

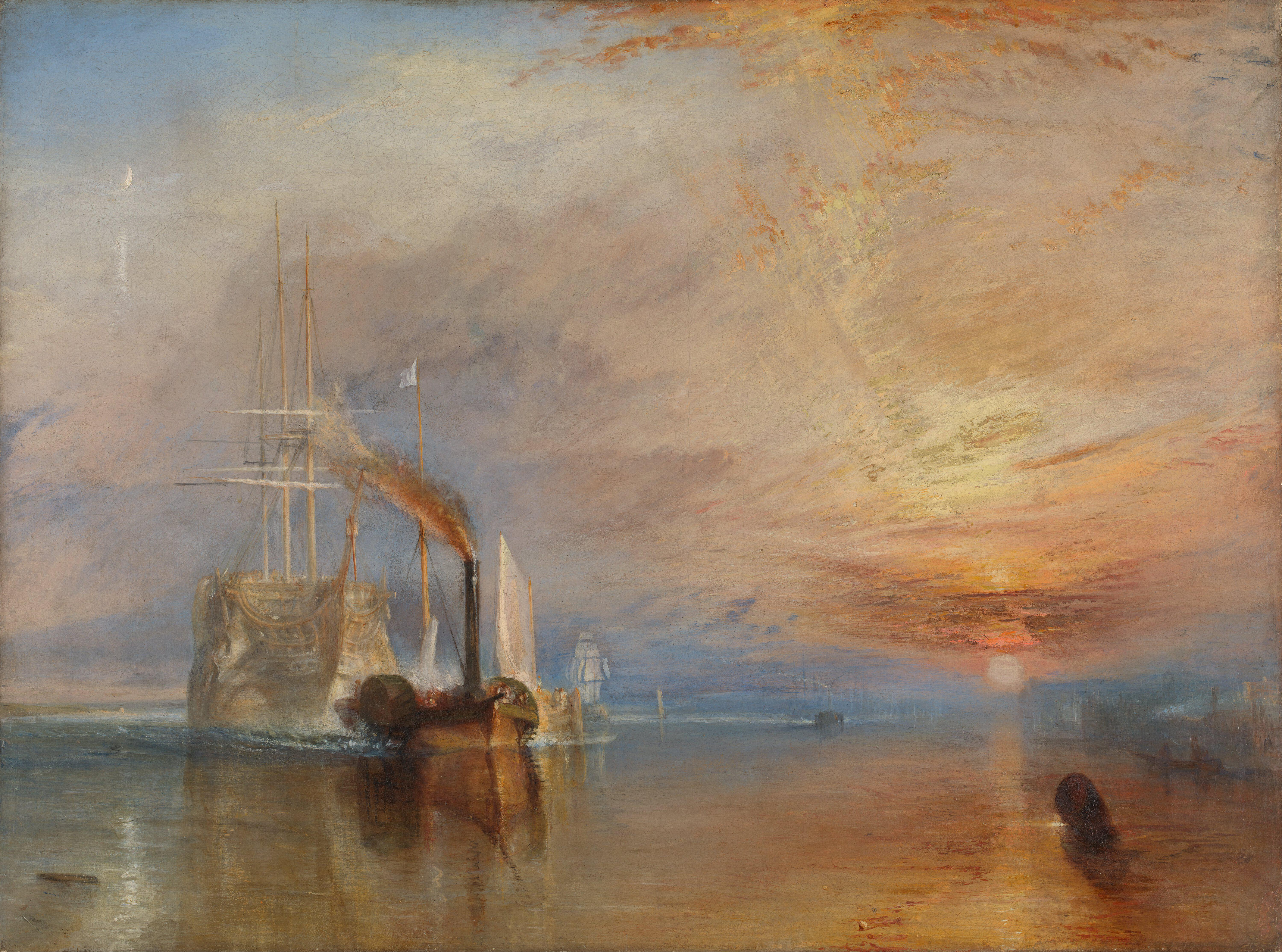
ジョゼフ・マロード・ウィリアム・ターナー『解体されるために最後の停泊地に曳かれてゆく戦艦テメレール号、1838年』

- テメレーア

イギリス海軍の戦列艦。トラファルガー海戦を戦った栄誉ある軍艦であった。イギリス人画家のジョゼフ・マロード・ウィリアム・ターナーは、本船が解体されるために曳航されて行く様子を抒情的に描いている（上記画像）。この絵画はターナーの代表作であるとともに、イギリス人が最も愛する名画のひとつで、「最も偉大なイギリス絵画」に選ばれたこともある。
- HMSクイーン (1839年)（英語版）

イギリス海軍の110砲搭載の1等艦にして、帆走する史上最後の戦艦であったが、1871年、ポーツマスで座礁し、ロザーハイズの船舶解体業者の手で解体された。解体の様子は週刊新聞『イラストレイテド・ロンドンニュース』でも大きく取り上げられ、木版画製イラストレーション付きで詳しく解説された。
- モーリタニア（初代）、オリンピック

20世紀前期のイギリスを代表する豪華客船。キュナード・ライン社とホワイト・スター・ライン社を代表して競い合ったライバル船であり、両社合併と前後して2隻とも引退し、1935年に同じサウサンプトンの船舶解体ヤードで解体された。
- 榛名

第二次世界大戦を戦いながら最後まで撃沈されることがなかった大日本帝国海軍の戦艦。1945年（昭和20年）に除籍され、広島県安芸郡江田島町小用（現・江田島市江田島町小用）の沖に着底させたうえで、1946年（昭和21年）7月4日に武装解体を完了。その後、完全に解体されて戦後復興のための資材に転用された。
- 大日本帝国海軍駆逐艦 雪風 → 中華民国海軍駆逐艦 丹陽

第二次世界大戦中に撃沈されなかった日本の軍艦。戦後は連合国が戦利艦として接収し、中華民国海軍の駆逐艦「丹陽」として運用されたのち、1971年（昭和46年）冬に解体された。船齢（艦齢）は約32年。
- 麗神

日本郵船の自動車運搬船。1988年（昭和63年）、マツダやトヨタの新車を積載した状態でポルトガル沖で座礁した。環境への影響を配慮して解体するべきところ、膨大な経費がかかることから海没処分された。
- クレマンソー

フランス海軍の航空母艦。解体のためインドのアランへ向けて航行中、2006年1月にアスベスト残留量の多さが問題視され、輸入国側のインド政府によってアランへの入港を拒否された。その後、2011年にイギリス北東部のハートルプールの造船所で解体された。
- コスタ・コンコルディア

イタリアのクルーズ客船。2012年1月、ティレニア海に浮かぶジリオ島の浅瀬で座礁。2014年7月にジェノバ港まで曳航された後、2017年までに解体された。1990年代以降に大型クルーズ客船の中では初の解体となったほか、客船の解体作業としても史上最大規模となった。

## 問題
発展途上国で解体される廃船は、満潮を利用して砂浜に全速力で乗り上げて放置する「ビーチング方式」で解体場に設置する。
廃船はまず備品の計器や家具類など、そのまま転売できる部品を徹底的にはぎ取り、船体にはガスバーナーや鏨（たがね）で切れ目を入れ、穴をあけて鎖を通し、浜辺に固定した大型トラックのエンジンを再利用したウインチで少しずつ引きちぎって切り落とす。高所で船体を切断したり、切り落としたスクラップを人力で担いで陸地に運ぶ作業は危険なため、一つの作業場だけで数百人規模の死者・負傷者を出している。
発展が全土に行き渡らないインドやパキスタン、発展途上国であるバングラデシュなどでは、安全対策の考えが浸透していないため、作業員はヘルメットはおろか素手に素足で作業を行っており、作業中の事故も多発している。作業は危険な肉体労働だが現地では給与が高いため、各地から出稼ぎが集まっている。また、廃船にはPCBや水銀・鉛・アスベスト（石綿）など有害な化学物質が使用されているほか、重油などが残留しているため、作業員の健康が蝕まれるだけでなく、周辺の街の住民へも大きな健康被害が懸念されている。解体は波打ち際で行われるため、多くの有害物質や重油が海に流出していることも懸念材料である。
これら危険作業や有害物質の流出から途上国への廃船輸出には批判も多く、船舶は2004年11月のバーゼル条約で有毒廃棄物と規定されたが、船舶が同条約の規定に馴染まないため、2009年に香港で「2009年の船舶の安全かつ環境上適正な再生利用のための香港国際条約（en. 通称：シップリサイクル条約）」が採択された。船主は建造時などにインベントリと呼ばれる船内の有害物質一覧表を作成し、解体前に解体方法などを決めたリサイクル計画の承認を受ける。船舶の解体はシップリサイクル条約に決められたリサイクル（解体）施設で行う必要がある。フランスが解体のためインドに輸出した空母クレマンソーが、アスベスト残留量が多いため、インド政府によって入港を断られる事態も起きているが、シップリサイクル条約が発効することにより、無秩序であった状況は解消されつつある。
2004年からの新造ラッシュに建造された船舶が、解体時期を迎える2030年頃には、世界的な船舶解体ヤードの不足が懸念されている。

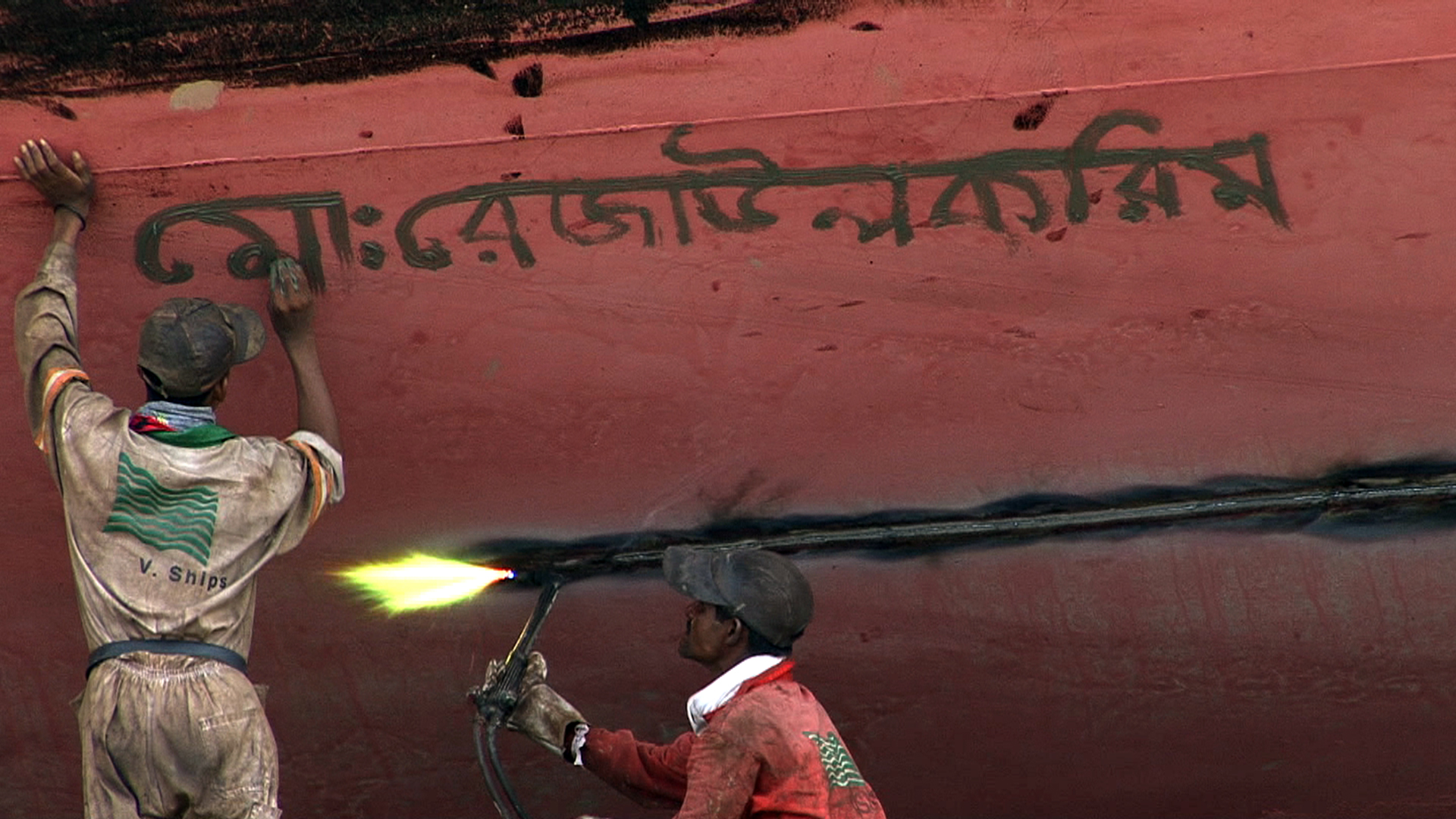
人間の横でガスバーナーを使用している危険な現場。チッタゴンにて2018年撮影。
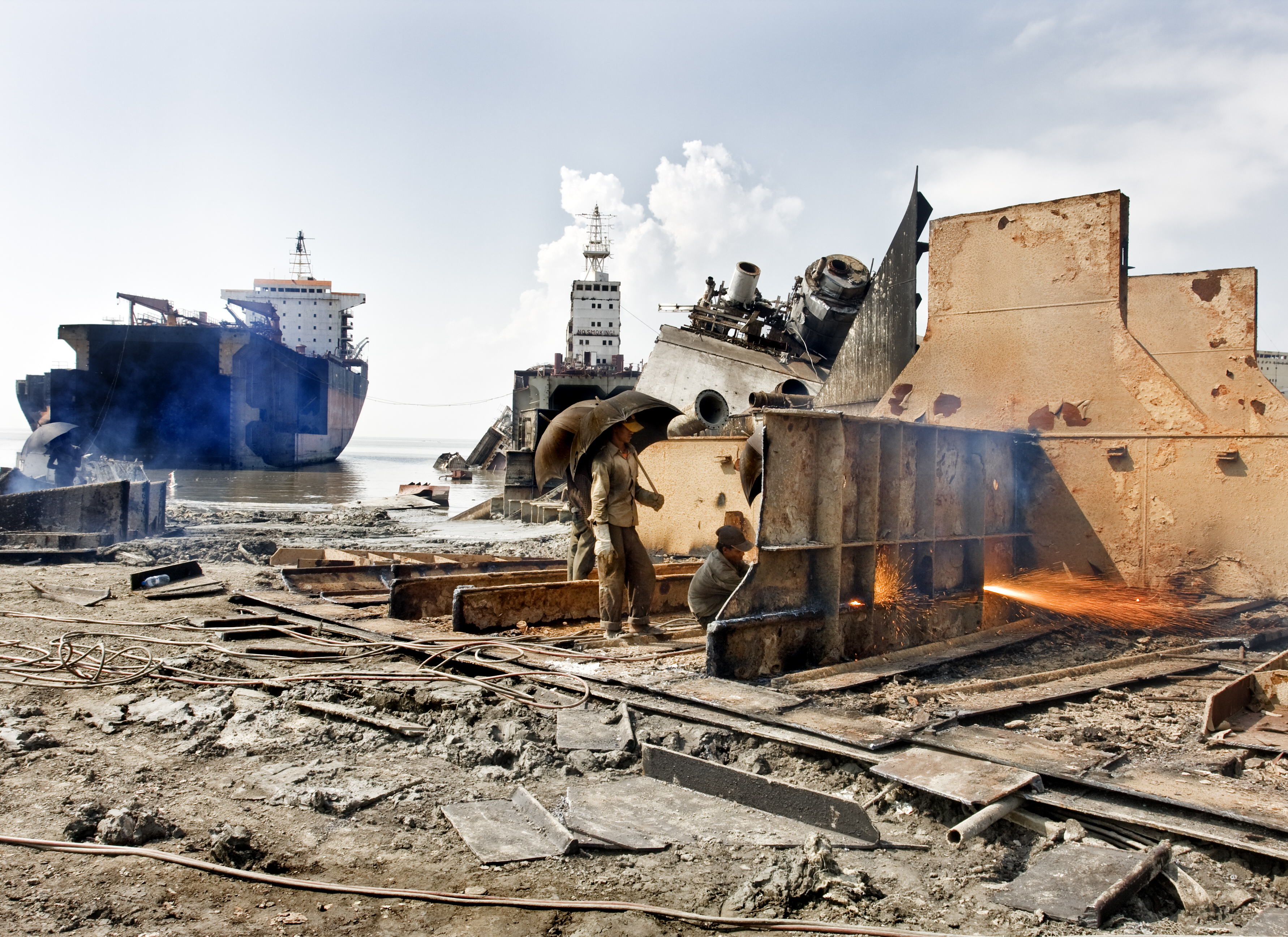
ガスバーナーを使った解体現場。チッタゴンにて2009年撮影。
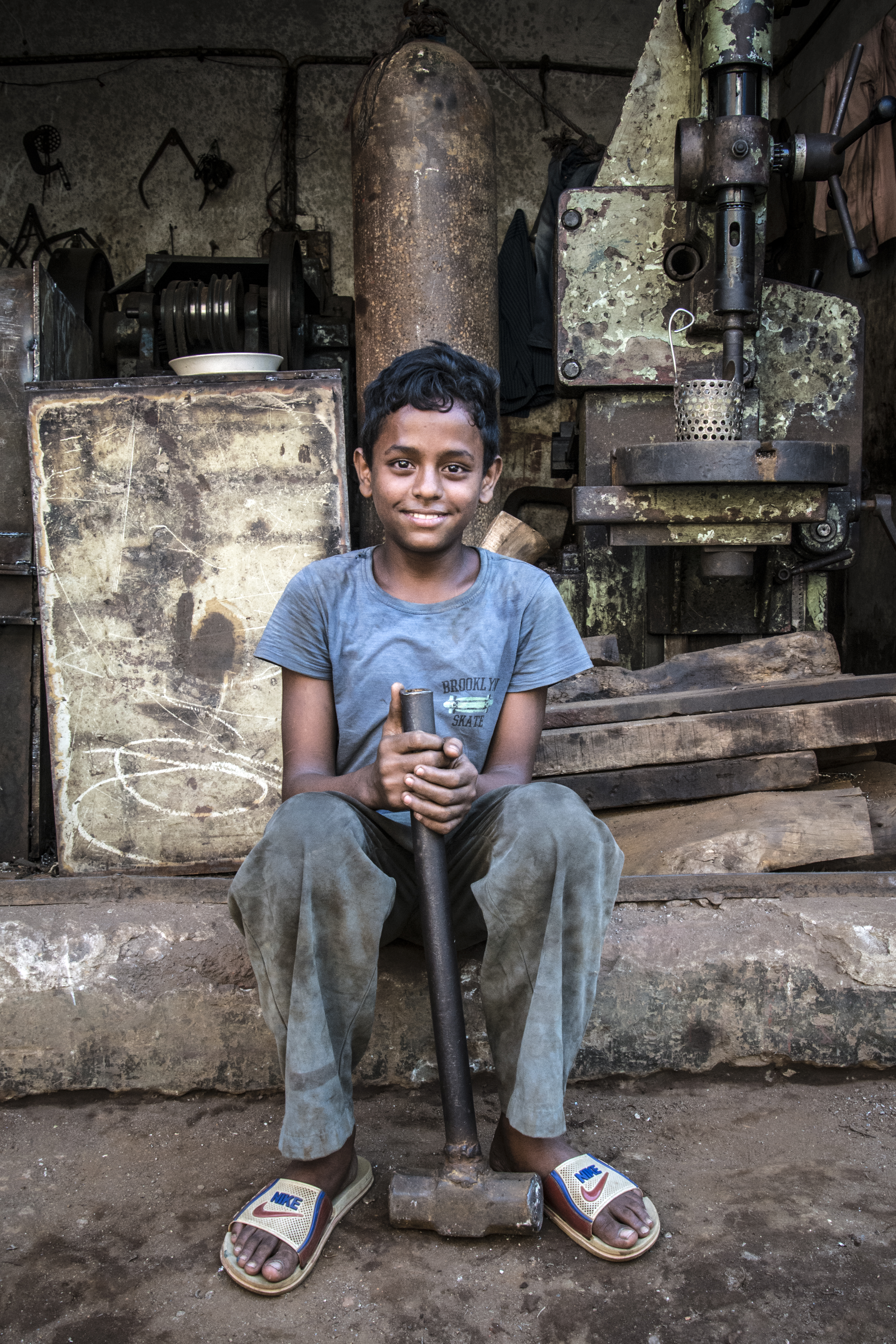
解体場で働く少年。チッタゴンにて2008年撮影。
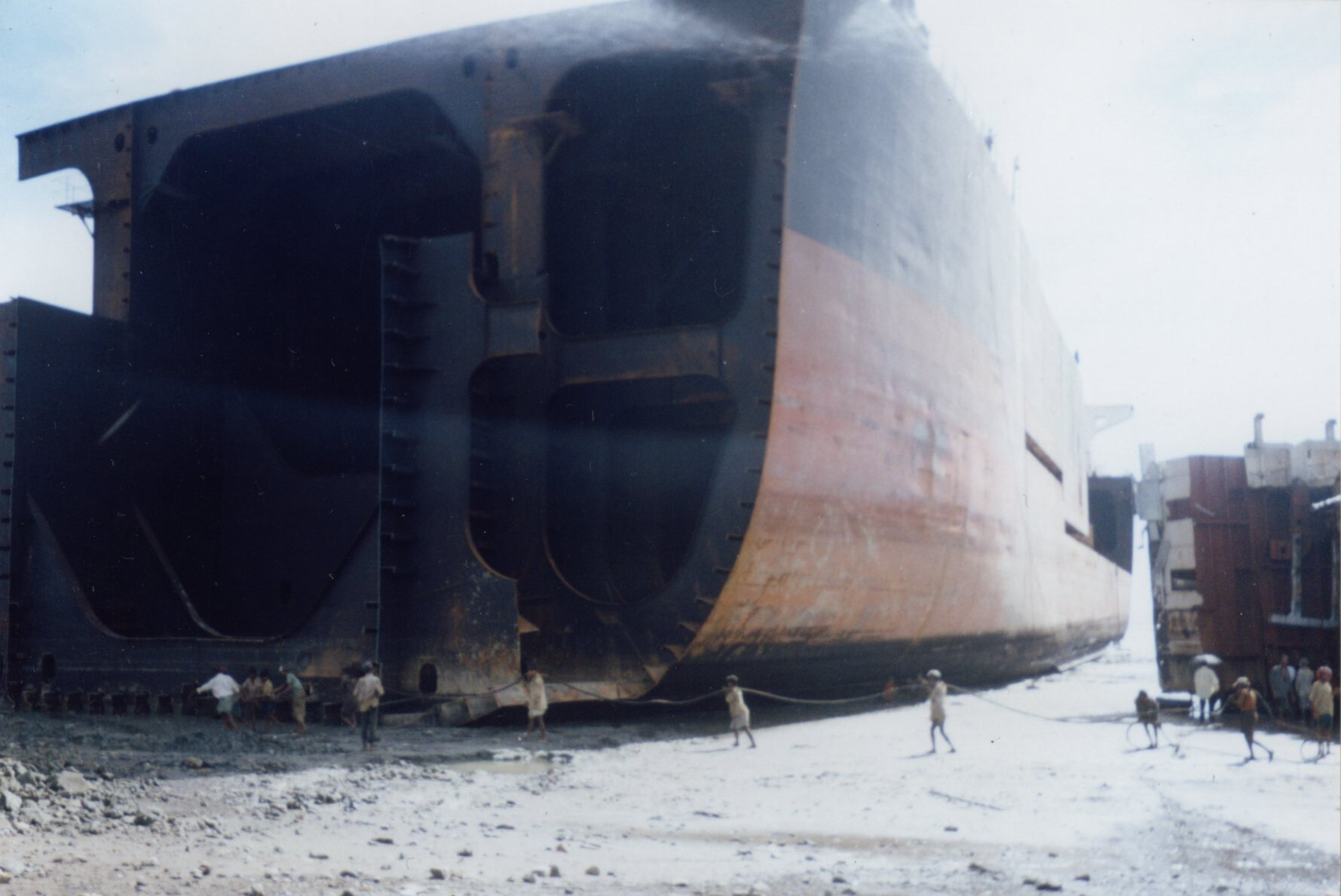
ばら積み貨物船の解体現場
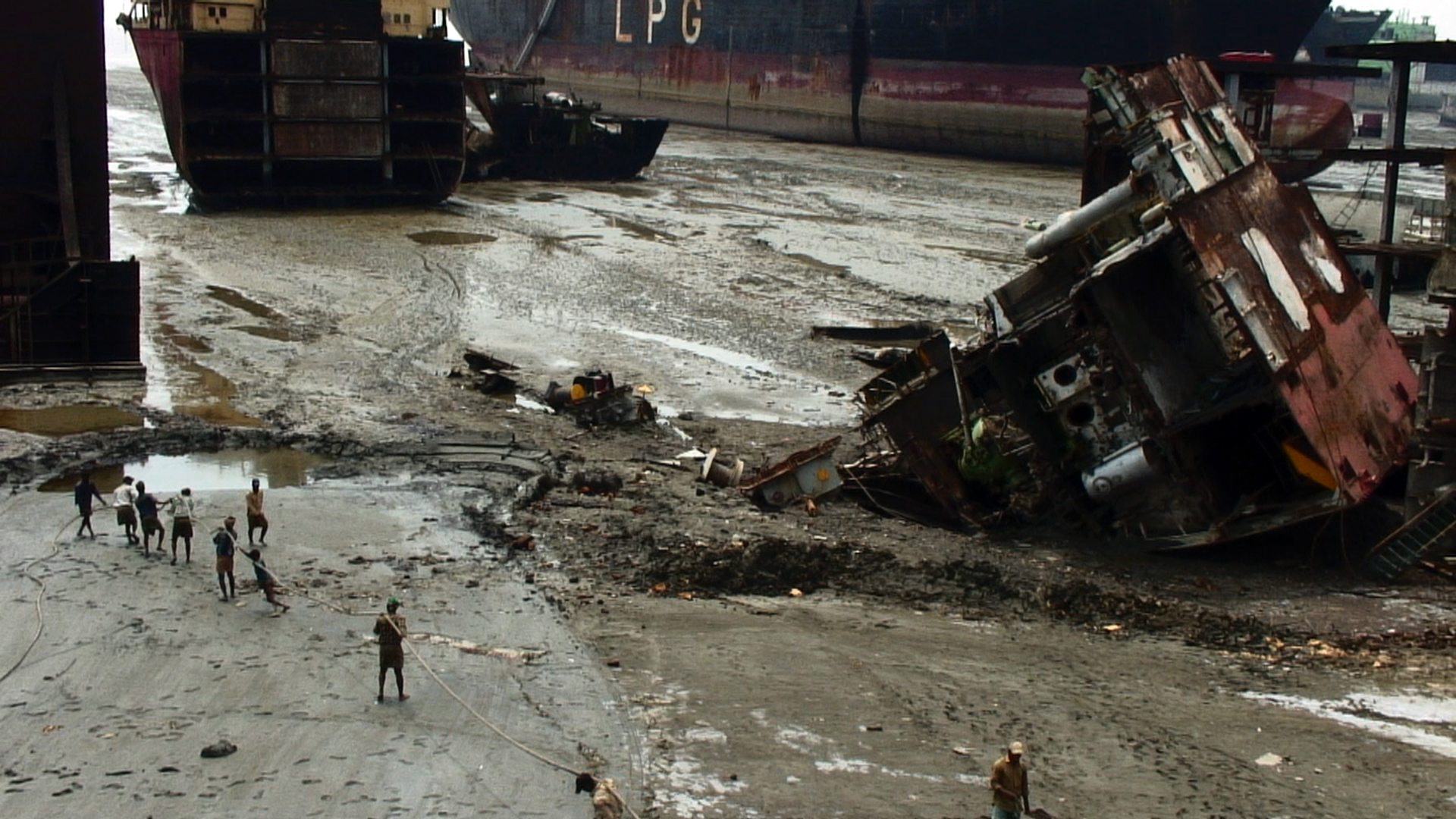
解体場の作業員。多くはヘルメットを着用していない。チッタゴンにて2008年撮影。
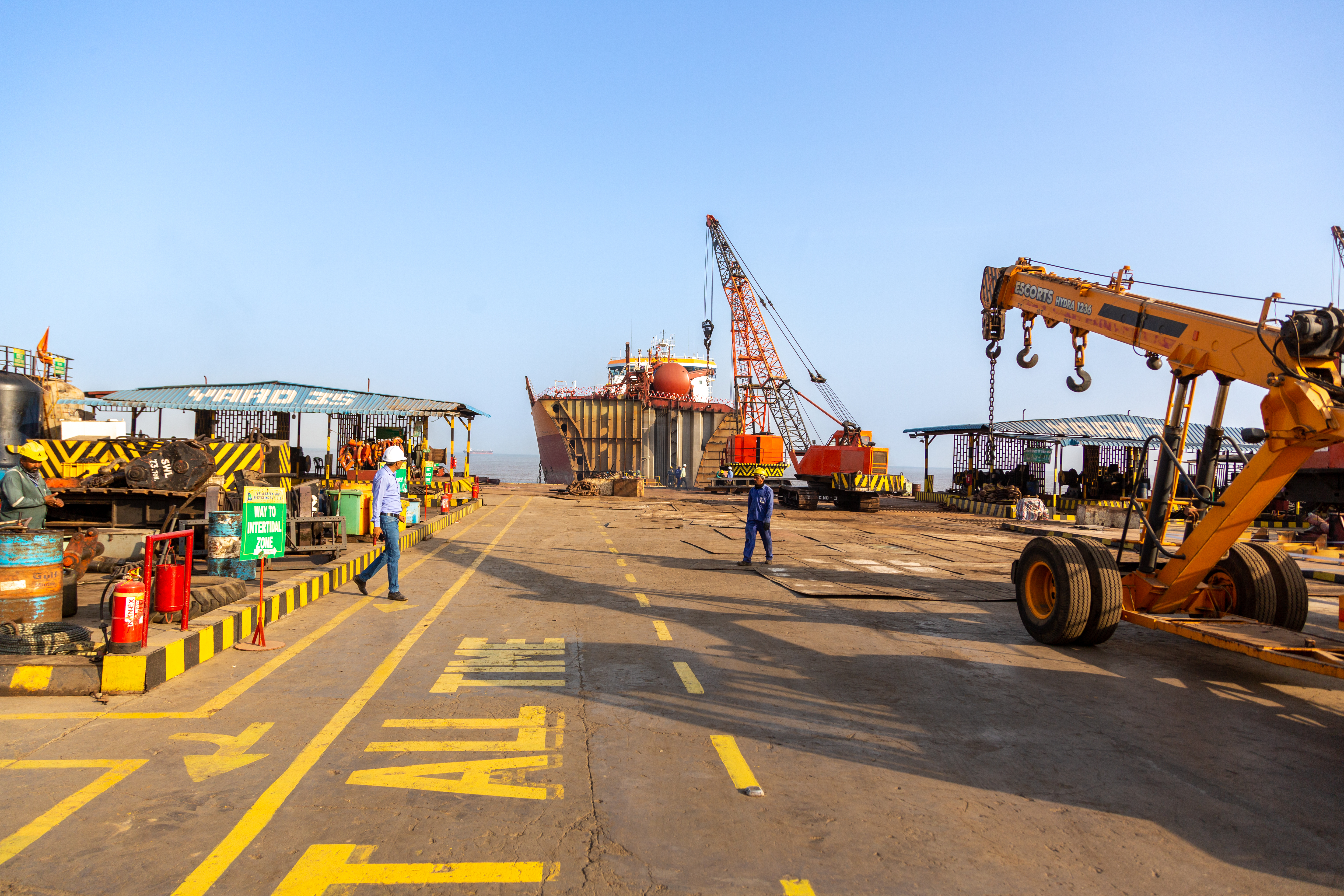
香港条約（シップリサイクル条約）に準拠した解体ヤード。インド・アランにて2022年撮影

## 船舶解体業者
21世紀前期前半の日本における船舶解体業者は、瀬戸内海を中心に6社が営業している。そのほとんどが機械化されており、インドやバングラデシュで行われている解体とは大きく作業内容が異なる。日本における船舶解体の特徴は、ドライドックまたは大型クレーンによる陸揚げの後、モビルシャーと呼ばれる鋼材切断アタッチメントをつけた重機によって船体の切断作業を行う。
2024年には、日本郵船とオオノ開発が共同で、船舶の解体、リサイクルの事業化に着手することを発表。年間20隻という世界最高の解体能力の実現を目指していくとしている。